# Arica (tỉnh)
Tỉnh Arica (tiếng Tây Ban Nha: Provincia de Arica) là một tỉnh của Chile. Tỉnh có diện tích 8726.4 km2, dân số theo điều tra năm 2002 là 186488 người. Tỉnh lỵ đóng ở Arica. Tỉnh có 2 khu tự quản.